# .30-06 Springfield

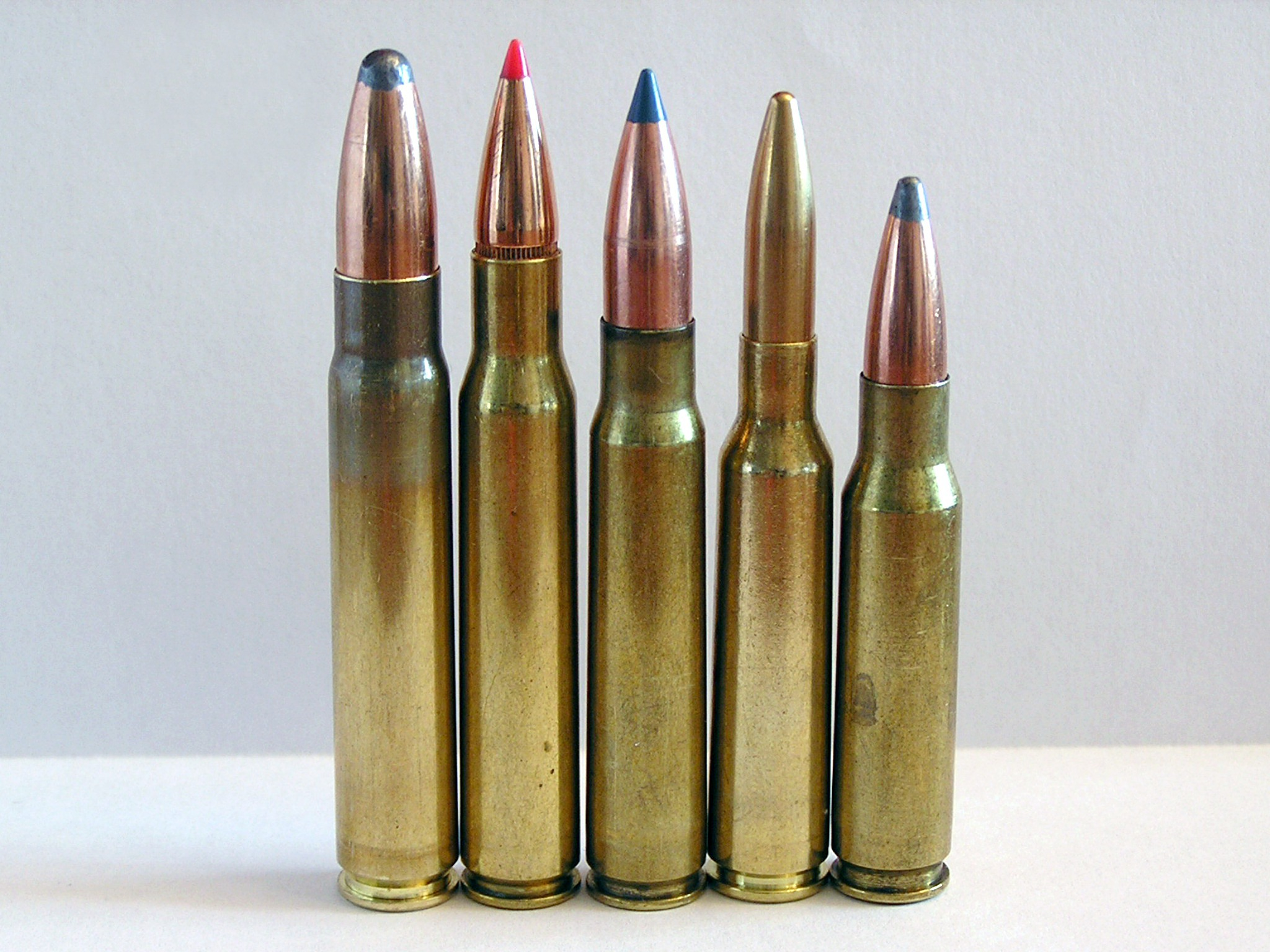
Zleva 9,3 × 62mm, .30-06 Springfield, 7,92 × 57 mm Mauser, 6,5 × 55mm a .308 Winchester

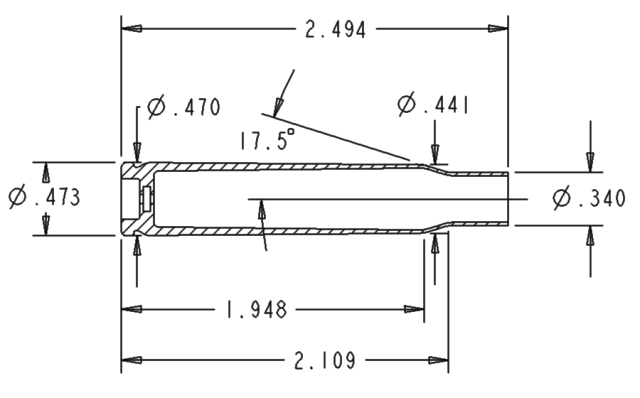
Nákres s přesnými rozměry náboje v coulech (palcích)

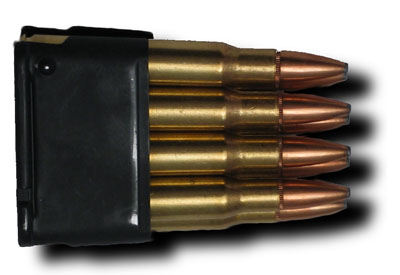
8 nábojů .30-06 v clipu pro M1 Garand

Náboj .30-06 Springfield má ráži .300″ (7,62 mm). V americké armádě se začal používat roku 1906 a jeho používání pokračovalo až do 60. let 20. století, kdy byl nahrazen nábojem 7,62 × 51 mm NATO. Ale ještě v 70. letech 20. století se používal v kulometech.

## Vývoj
Byl vyvinut z téměř identického náboje .30-03 malým zkrácením nábojnice a zvýšením úsťové rychlosti. Zavedením tohoto náboje se také přestaly používat starší náboje .30-40 Krag a 6 mm Lee Navy. Po vzoru německého 8 × 57 IS a francouzského 8 mm Lebel byla u tohoto náboje zavedena špičatá střela, která znamenala podstatné zlepšení dostřelu i balistické křivky – dráha střely byla rovnější.
Opakovací puška Springfield M 1903, která se začala používat kdysi spolu s nábojem .30-03 byla rychle modifikována na náboj .30-06 Springfield. Používal se také v pušce M1917 Enfield, poloautomatické M1 Garand, automatické M1918 Browning a mnohých kulometech, např. série M1919.

## Použití
USA tento náboj používaly v obou světových válkách a v Korejské válce. Posledního velkého využití se dočkal ve Vietnamské válce.
Tento náboj je vhodný pro lov velkých savců jako je jelen nebo los.

## Výkon
Jedná se o velmi výkonný náboj. Byl zkonstruován v době, kdy se předpokládala střelba na 1 000 m. V roce 1906 obsahoval střelu o hmotnosti 150 grainů (9,7 g), pláštovanou střelu s plochým dnem. Po první světové válce bylo potřeba zvýšit výkon na dlouhou vzdálenost u kulometů a tak se začala používat střela o hmotnosti 173 grainů (11,2 g) tvaru boat-tail.

## Varianty používané americkou armádou
- Armor Piercing, M2 – průbojný náboj proti lehce pancéřovaným cílům.
- Armor Piercing Incendiary, T15/M14 and M14A1 – průbojný a zápalný náboj.
- Ball, M1906
- Ball, M1
- Ball, M2
- Blank, M1909 – slepý náboj, neobsahuje projektil.
- Dummy, M40 – cvičný náboj; Neobsahuje střelný prach ani zápalku.
- Explosive, T99
- Incendiary, M1917 – zápalný náboj.
- Incendiary, M1918 – zápalný náboj.
- Incendiary, M1 – zápalný náboj.
- Match, M72 – náboj pro soutěžní přesnou střelbu.
- Tracer, M1 – náboj se stopovkou.
- Tracer, M2 – náboj se stopovkou.
- Tracer, T10/M25 – náboj se stopovkou.

## Příklady zbraní americké armády používající tento náboj
- Springfield M 1903
- Gatlingův kulomet
- Model 1909
- Chauchat
- Kulomet Lewis
- M1917 Enfield
- M1917 Browning
- BAR 1918
- M1 Garand
- M1941 Johnson
- M1941 Johnson LMG

## Lovecké náboje odvozené od tohoto náboje
- .25-06 Remington
- .270 Winchester
- .280 Remington
- 8mm-06
- .338-06
- .35 Whelen

Byl z něj také vytvořen náboj 7,62 × 51 mm NATO.

## Specifikace
Varianty používané Armádou Spojených států amerických:
- Ball Cartridge, caliber 30, Model of 1906 – používán za první světové války, zaveden společně s opakovačkou Springfield 1903. 9,6 g, 820 m/s, 3,228 J.
- Cartridge, Ball, caliber 30 M1 – zaveden v roce 1926 – 11 g, 820 m/s, 3 698 J, později 805 m/s, 3 564 J.
- Cartridge, Ball, caliber 30 M2 – zaveden v roce 1940 – 9,6 g, 820 m/s, 3 228 J. Určen pro použití se samonabíjecí M1 Garand, kdežto pro použití v kulometech zůstal 30 M1.

základní parametry náboje:
- Průměr střely: .308" (7,85 mm)
- Celková délka náboje: 3.34" (84,84 mm)
- Největší průměr nábojnice: 12,01 mm – shodný s 7,62 × 51 mm NATO

Typ zápalky: velká pušková
Pro lovecké provedení byl náboj uvolněn již v roce 1908. Používají se do něj střely od 3,56 g až do 16,2 g. Se střelou 11 g se obvykle laboruje na 800 m/s, 3 520 J. Je dosud považován americkými lovci za etalon a ostatní náboje jsou s ním srovnávány.

## Synonyma názvu
- .30 Springfield
- .30 Browning
- .30 US M.1906
- .30-200-06
- 7,62 mm Long
- 7,62 mm M.1949
- 7,62 × 63 US
- (7,62 × 63)[1]